# Margarethe Geiger
Margarethe Geiger (Schweinfurt, 24 de maio de 1783 — Viena, 4 de setembro de 1809) foi uma pintora, desenhista e artista gráfica alemã.

## Biografia
Margarethe Geiger veio de uma família de artistas e recebeu seu primeiro treinamento na oficina de seu pai Conrad Geiger (1751-1808), que era um renomado pintor de retratos. Ela ajudava o pai, o que também era costume, na execução de ordens. Isso é evidenciado por uma obra assinada em conjunto de 1804. Seu modelo escolhido, no entanto, foi a pintora Angelika Kauffmann, em cujo estilo classicista ela pintou um autorretrato que o Museum für Franken em Würzburg possui.